# Mariage à orientations mixtes
Un mariage à orientation mixte (de l'expression anglophone mixed-orientation marriage) est un mariage entre partenaires d'orientations sexuelles divergentes : l'un est hétérosexuel, homosexuel, bisexuel, pansexuel ou asexuel tandis que l'autre a une orientation sexuelle différente. Plus généralement, on emploie le terme de relation à orientation mixte ; les deux expressions sont souvent abrégées respectivement MOM et ROM.
Il se peut que les individus impliqués dans un tel mariage ne soient pas amoureux ou sexuellement compatibles, par exemple si une personne hétérosexuelle se marie avec une personne homosexuelle. Si l'un des partenaires est asexuel, la relation amoureuse est possible, mais pas nécessairement l'activité sexuelle.
De nos jours, on estime qu'aux États-Unis, près de deux millions de personnes gays, lesbiennes ou bisexuelles se sont mariés de façon hétérosexuelle, c'est-à-dire avec un conjoint de sexe opposé.

## Bisexualité
Des personnes bisexuelles ou pansexuelles peuvent se marier avec des personnes homosexuelles ou hétérosexuelles et ainsi former un mariage à orientation mixte.

## Mariage de convenance
Un mariage à orientation mixte dans laquelle l'orientation sexuelle des partenaires n'est pas compatible peut servir à dissimuler son orientation sexuelle, parfois pour ne pas nuire à ses perspectives de carrière. Dans ce cas, on parle de mariage lavande (ou mariage blanc) (en anglais : lavender marriage) ou mariage « pour faire croire que ».
En argot, on dit du ou de la partenaire hétérosexuel(le) que c'est une « couverture » (littéralement traduit « barbe » de l'anglais « beard »), dans le sens où il ou elle sert d'alibi à son ou sa partenaire homosexuel(le).
Certaines personnes avancent des raisons religieuses pour justifier leur mariage,.Un homme homosexuel marié a affirmé dans une interview que son « identité religieuse » avait toujours été très « mariage et famille. »

## Mariage entre partenaires homosexuels et hétérosexuels
Une étude portée sur 26 hommes homosexuels (une autre ayant été portée sur des hommes bisexuels) a révélé « l'homophobie intériorisée » comme étant un facteur responsable du choix de ces hommes à se porter vers des mariages à orientation mixte. Les mariages entre un homme homosexuel et une femme hétérosexuelle finissent le plus souvent par un divorce.
Joe Kort, un conseiller spécialisé dans les mariages à orientation mixte, a déclaré : « Ces hommes aiment vraiment leur épouse. Ils tombent amoureux de leurs femmes, ont des enfants, ils planent sur un petit nuage romantique, et puis après sept ans environ, tout s'écroule et leur identité gay commence à émerger. Ils n'ont pas de mauvaises intentions, ils ne veulent blesser personne. ». Tandis que beaucoup d'entre eux cachent leur orientation à leur conjoint, d'autres lui en parlent avant le mariage. Des études montrent que certaines personnes se considèrent comme exclusivement hétérosexuelles dans leur comportement et leurs fantasmes avant le mariage, mais leur orientation change et vire à l'homosexualité pendant le mariage.
Une étude indique que les femmes hétérosexuelles dans les mariages à orientation mixte peuvent être attirées par les hommes homosexuels et finir par se marier avec eux. Kort a déclaré que « rares sont les individus hétéros qui se marient par hasard avec des individus gays.» Il a avancé une théorie selon laquelle certaines femmes hétérosexuelles trouvent les hommes homosexuels moins critiques et plus souples, tandis que d'autres cherchent inconsciemment à trouver des relations sans passion sexuelle.

## Dialogue et communication
Les femmes hétérosexuelles mariées à des hommes homosexuels qui ignoraient la véritable orientation sexuelle de leur mari peuvent se sentir trompées ou se blâmer pour ne pas s'en être rendu compte. La peur de rencontrer la désapprobation sociale ou de se sentir exclu rend souvent compliqué pour eux de demander du soutien à la famille et aux amis. Des résultats suggèrent que les femmes hétérosexuelles ont moins souffert de l'homosexualité en elle-même que des problèmes d'isolement, la stigmatisation, l'abandon, la confusion et dissonance cognitive, ainsi que le manque de soutien véritable ou d'aide compétente à la résolution de problèmes. Cela semble aussi être fréquemment le cas pour les femmes dont le partenaire hétérosexuel et cisgenre transitionne et devient une femme trans en cours de relation, l'obligeant ainsi à changer son orientation sexuelle.

## Troubles dans la relation sexuelle
Si un changement d'orientation sexuelle après une période relativement stable dans l'orientation sexuelle provoque anxiété ou dépression, et d'autant plus si la personne est impliquée dans une relation, la personne peut avoir un trouble de la maturation sexuelle.
Des thérapies de groupe ou des groupes de soutien sont organisés pour proposer des solutions aux problèmes présents au sein de ce type de couples : aussi bien ceux déjà mariés que ceux souhaitant se marier y sont acceptés. Nombreux sont les hommes et les femmes qui souvent entrent dans des conflits liés à l'expression de l'homosexualité dans le couple.
Bien qu'une forte identité homosexuelle ait souvent été associée à des difficultés dans la satisfaction conjugale, la visualisation des activités de même sexe comme étant compulsives a facilité l'engagement marital et la monogamie. Les recherches menées par Coleman suggèrent que certains individus développent une identité homosexuelle positive tout en gardant un mariage heureux. La thérapie peut aider le client à se sentir plus à l'aise et à accepter l'attirance pour même sexe, tout comme elle peut aider à explorer les moyens d'intégrer l'attirance pour le même sexe et celle pour le sexe opposé dans la vie de tous les jours. Ce sont les pairs, les semblables qui apportent le plus gros du soutien, les thérapeutes étant souvent peu familiers avec l'orientation sexuelle, les couples à orientation mixte, ou les attitudes sociétales ayant un impact sur les familles à orientation mixte.
Environ un tiers des mariages prennent fin dès l'annonce de l'orientation sexuelle du conjoint bisexuel ou homosexuel, et un autre tiers prend fin après une période relativement courte. Le troisième tiers des mariages, quant à lui, tente tant bien que mal de survivre du mieux qu'ils peuvent. Dans ce cas, les mariages les plus réussis reconsidèrent leur relation en prenant en compte l'orientation sexuelle.
Dans le cadre d'un mariage à orientation mixte, certains hommes bisexuels affirment aussi bien leurs tendances homosexuelles qu'hétérosexuelles, l'ouverture d'esprit et la communication étant des facteurs clés.
The New York Times affirme : « Bien que des chiffres précis soient impossibles à établir, entre 10 000 et 20 000 épouses d'hommes homosexuels ont rejoint des groupes de soutien en ligne, et un nombre croissant de ces femmes disent avoir la vingtaine ou la trentaine. »

## Divorce
Il est possible que le partenaire homosexuel décide de mettre un terme à son couple par un divorce, de façon à pouvoir se remarier avec une personne du même sexe par la suite. Les gays et lesbiennes ayant fait leur coming out (ayant révélé leur identité sexuelle publiquement) plus tard dans leur vie peuvent se retrouver avec des enfants issus d'une union hétérosexuelle antérieure.

## Dans les médias
Le thème du mariage à orientation mixte dans la littérature remonte au moins à 1889 avec la publication de l'ouvrage A Marriage Below Zero (littéralement « Un mariage en dessous de zéro ») par Alfred J. Cohen (sous le pseudonyme de Chester Allan Dale). La femme qui joue le rôle de narrateur dans l'ouvrage mentionné était hétérosexuelle et mariée à un homme homosexuel. Cohen croyait que les femmes devaient s'assurer de l'orientation sexuelle d'un mari potentiel afin d'éviter d'épouser un homme homosexuel. Il arrivait même que les ouvrages de lesbian pulp fiction racontent l'histoire de femmes mariées explorant leur attirance pour d'autres femmes. Comme autre exemple, il est possible de citer Brokeback Mountain d'Annie Proulx, qui raconte l'histoire de deux cow-boys mariés amoureux l'un de l'autre.
C'est l'adaptation cinématographique Le Secret de Brokeback Mountain qui a permis d'attirer l'attention sur les mariages à orientation mixte, même si d'autres films traitant du même sujet étaient sortis avant.
La question a aussi été abordée sans certains talk-shows ou émissions télévisées comme dans The Oprah Winfrey Show (présenté par Oprah Winfrey). D'autres films abordent le thème des mariages à orientation mixte, tels que:
- De-Lovely (2004) - L'histoire du compositeur Cole Porter, un homme bisexuel, et sa femme, Linda Lee Thomas.
- Garçon d'honneur (1993) - Le récit d'un immigrant taïwanais homosexuel qui épouse une femme chinoise continentale pour satisfaire ses parents et pour lui obtenir une carte verte.
- Imagine Me and You (2005) - L'histoire d'une femme hétérosexuelle qui tombe amoureuse d'une lesbienne à son mariage.
- Le Secret de Brokeback Mountain (2005) - L'histoire d'amour entre les deux cow-boys protagonistes, mariés.
- Loin du paradis (2002) - L'histoire d'une femme dont le mari a une liaison avec un autre homme.
- Mulligans. L'histoire d'un homme gay qui, lors des vacances d'été passées avec la famille de son meilleur ami, commence à avoir une liaison avec le père.

## Célébrités et couples à orientation mixte
Plusieurs célébrités ont choisi la solution du mariage à orientation mixte :
- Anne Heche a épousé Coleman Laffoon après avoir rompu avec Ellen DeGeneres. Elle s'est exprimée dans le magazine The Advocate en 2001 : « J'ai été très claire avec tout le monde sur le fait que ce n'est pas parce que je me marie que je me considère hétéro »[25]. Heche est une bisexuelle revendiquée[26].
- Julie Cypher a épousé Matthew Hale après avoir rompu avec Melissa Etheridge.
- Margaret Cho est mariée à Al Ridenour et se dit ouvertement bisexuelle[27].
- Anthony Perkins a épousé Berry Berenson. Par le passé, il a eu des relations avec Rock Hudson et Tab Hunter, ainsi que le danseur Rudolf Noureev, le compositeur et parolier Stephen Sondheim et le danseur-chorégraphe Grover Dale ; il a suivi une thérapie après avoir rencontré Victoria Principal.
- Cole Porter, qui a été décrit comme "un homme gay ayant officiellement révélé son orientation sexuelle"[28], a été marié à Linda Lee Thomas. Leur mariage a été le thème principal de Nuit et Jour ; cependant, le thème de sa sexualité n'a pas été abordé. Un film réalisé plus tard, De-Lovely, traite plus ouvertement de sa sexualité.
- Billie Joe Armstrong de Green Day s'est marié avec Adrienne Nesser en 1994 et ont eu deux enfants. Dans une interview en 1995 avec 'The Advocate, il a déclaré : "Je pense que j'ai toujours été bisexuel. Je veux dire, c'est quelque chose qui m'a toujours intéressé."[29],[30]
- Oscar Wilde s'est marié avec Constance Lloyd, mais il est possible qu'il ait eu des relations sexuelles sérieuses avec Frank Miles, Robert Ross et Lord Alfred Douglas.
- Little Richard a été marié en 1959 et sa biographie, The Life and Times of Little Richard (littéralement La vie et l'époque de Little Richard), détaille son implication dans l'homosexualité.
- Andrea Dworkin et John Stoltenberg, une femme lesbienne et un homme gay, se sont mariés et sont restés des militants pour les droits des homosexuels.
- L'actrice Liza Minnelli s'est mariée une première fois à l'impresario et interprète Peter Allen, qui était gay.
- Les peintres Vanessa Bell et Duncan Grant ont vécu ensemble pendant 40 ans et ont eu une fille, mais n'ont eu de rapports sexuels dans leur relation que pour un court laps de temps, Grant étant ouvertement gay.
- Vita Sackville-West et Harold Nicolson ont été mariés pendant plus de 40 ans et a eu deux fils, même si tous deux étaient homosexuels. Leur plus jeune fils Nigel a écrit le livre Portrait of a Marriage (littéralement Portrait d'un mariage) sur la relation de ses parents.
- L'amour entre l'écrivain Lytton Strachey et l'artiste Dora Carrington est le sujet du film Carrington (1995). Bien que Strachey était ouvertement gay, les deux ont vécu ensemble pendant de nombreuses années, et Carrington s'est suicidé après la mort de Strachey d'un cancer, incapable de vivre sans lui.
- La poète Kathleen Raine a eu une relation profonde et durable avec le naturaliste et écrivain gay Gavin Maxwell ; elle l'a maudit (ce qui est resté célèbre) en lui souhaitant de souffrir autant qu'elle avait souffert de son amour pour lui.
- Adrian, créateur de costumes, était ouvertement gay, mais a épousé Janet Gaynor en 1939[31]. Ensemble, ils ont eu un fils qu'ils ont appelé Robin Gaynor Adrian, né en 1940. Ils sont restés mariés jusqu'à la mort d'Adrien, le 3 mars 1959. Bien que Gaynor se soit remariée plus tard, elle et Adrian sont enterrés dans le Hollywood Forever Cemetery à Hollywood, en Californie.
- Megan Mullally a épousé Nick Offerman en 2003. Elle a commenté dans une interview dans le magazine The Advocate : « Je me considère bisexuelle, et ma philosophie, c'est que tout le monde l'est au départ[32]. »
- Alan Cumming a été marié à une femme puis à un homme. Il s'est identifié comme étant bisexuel.
- Alla Nazimova et Charles Bryant (acteur) ont été mariés de 1912 à 1925, bien que Nazimova ait eu une relation amoureuse avec Eva Le Gallienne, la réalisatrice Dorothy Arzner, l'écrivaine Mercedes de Acosta, et la nièce d'Oscar Wilde, Dolly Wilde.
- Mercedes de Acosta a été mariée à Abram Poole, tout en ayant plusieurs aventures avec d'autres femmes.
- Marlene Dietrich a été mariée à Rudolf Sieber. Ensemble, ils ont eu une fille, Maria Elisabeth Sieber.
- Tamara Karsavina a été mariée à Henry James Bruce.
- David Bacon et Greta Keller ont été mariés. Keller a dit plus tard que Bacon était homosexuel, et qu'elle était lesbienne : leur mariage leur a permis à tous les deux de maintenir une façade respectable à Hollywood, où ils essayaient tous les deux de percer dans le milieu du cinéma.
- Guthrie McClintic et Katharine Cornell étaient tous les deux LGBT et ont été mariés pendant 40 ans.
- L'artiste Frida Kahlo a été mariée à son confrère artiste Diego Rivera. Aussi bien Frida que Diego ont eu plusieurs relations extraconjugales, Frida quelquefois avec des femmes.
- L'acteur porno gay Jack Wrangler a été marié à Margaret Whiting de 1994 à sa mort.
- Le producteur télé gay Peter Marc Jacobson a été marié à Fran Drescher de 1978 à 1999.
- Charles Laughton, qui a été connu pour être gay au cours de sa vie, a été marié à sa confrère actrice Elsa Lanchester de 1929 à sa mort en 1962.

## Pour aller plus loin
- Bozett, Frederick W., Gay and lesbian parents, New York, Praeger, 1987 (ISBN 0-275-92541-2, lire en ligne)
- Latham JD, White GD, « Coping with homosexual expression within heterosexual marriages: five case studies », J Sex Marital Ther., vol. 4, no 3,‎ 1978, p. 198–212 (PMID 722822, DOI 10.1080/00926237808403018)
- van der Geest H, « Homosexuality and marriage », J Homosex., vol. 24, nos 3–4,‎ 1993, p. 115–23 (PMID 8505531, DOI 10.1300/J082v24n03_08)
- Gay husbands and fathers: Reasons for marriage among homosexual men ET Ortiz, PR Scott - Journal of Gay and Lesbian Social Services, 1994